# Leopold Armbruster (Bildhauer)
Leopold Anton Johann Armbruster (* 6. Juni 1862 in Rippoldsau (Baden); † 1936 in Dresden) war ein deutscher akademischer Bildhauer.

## Leben
Armbruster studierte zunächst um 1881 an der Kunstakademie Karlsruhe und von 1883 bis 1887 an der Dresdner Kunstakademie, wo er Schüler bei Johannes Schilling und Ernst Julius Hähnel war. Anschließend war er zunächst Mitarbeiter bei Schilling und arbeitete an dessen Werken (Niederwalddenkmal) mit. Von 1892 bis 1936 war er in Dresden freischaffend tätig und wohnte auf der Bergstraße 18, sein Atelier befand sich in der ebenfalls in der Südvorstadt gelegenen Münchner Straße 11. Beide Gebäude wurden 1945 durch die Luftangriffe auf Dresden zerstört.
Armbruster war Mitglied der Allgemeinen Deutschen und der Dresdner Kunstgenossenschaft, Verein bildender Künstler und häufig zu Gast bei der Künstlerkolonie Goppeln bei Dresden. Im Jahr 1905 erhielt er auf Empfehlung des Direktors der Staatlichen Kunstsammlungen Dresden, Georg Treu, einen Auftrag für die Gestaltung des neuen Staatlichen Museums für Bildende Künste A. S. Puschkin die dekorativen plastischen Fassaden- und Giebelausschmückungen herzustellen. Diese Arbeiten mit Motiven aus der Antike wurden aus Tiroler wachsgelben Marmor gefertigt. Obwohl der Direktor der russischen Kunstsammlungen Iwan Wladimirowitsch Zwetajew diese Arbeiten von russischen Künstlern ausführen lassen wollte, war er von Armbrusters Arbeiten und das Empfinden der antiken Gestaltung überzeugt.
In den Jahren 1893 bis 1930 beteiligte er sich an den Kunstausstellungen in München, Dresden und teilweise auch in Berlin. Auf den letzten Dresdener Ausstellungen stellte er diverse Reliefs in Marmor und Bronze sowie verschiedene Entwürfe von Porzellanfiguren und den Entwurf einer Plakette für Georg Hulbe vor.
Aus den Materialien Sandstein, Marmor, Granit, Bronze und Alabaster schuf Armbruster Plastiken, Statuen und Büsten, Reliefs und plastischen dekorativen Innen- und Fassadenschmuck.

## Werke (Auswahl)

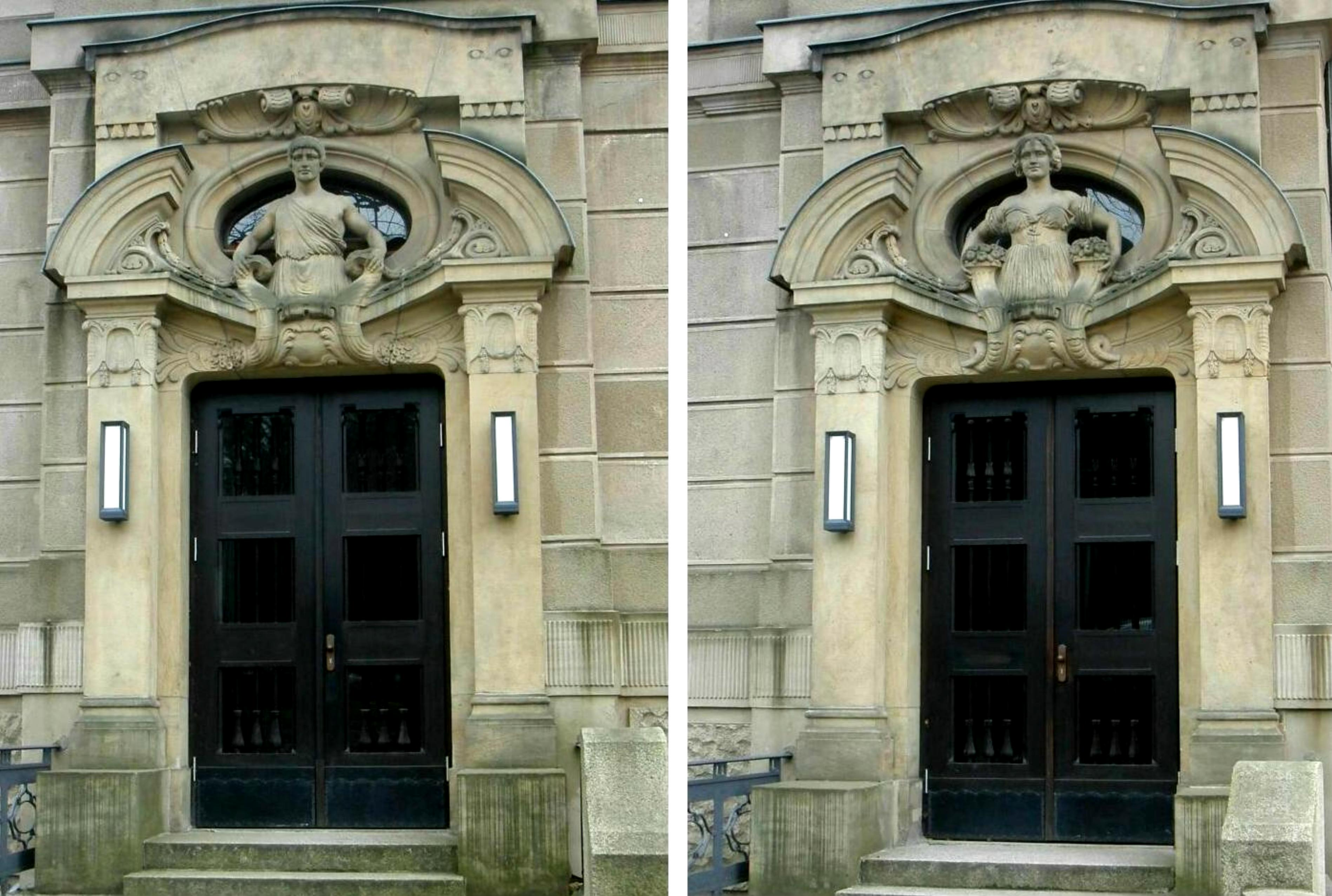
Görlitz, Berufsfachschule Eingangsportale Furtstr.1 u.3

- 1893: Bronzestatue Sterbender Jüngling, Jahresausstellung München
- 1894: Büste von Constantin Lipsius, Stadtgeschichtliches Museum Leipzig[4]
- 1896: Knabenfries, Dresdner Bank, Dresden
- 1897: Bronzemedaillon Caroline Neuber am Neuberin-Denkmal[5] in Dresden-Laubegast
- 1901: Dianabad in Dresden
- 1902: Plastiken am Zentraltheater Dresden
- 1903: Treppenhaus Albertinum Dresden, Skulpturengruppen in den Nischen, Reliefdecke in der Loggia
- 1904: Fassadenschmuck am Gebäude des Finanzministeriums, Giebelfelder, Dresden
- 1905: Grabanlage der Familien Möbius und Janke,[6] Friedhof Radebeul-Ost
- 1904 bis 1905: Skulpturenfriese, Giebelausschmückungen und dekorative Fassadengestaltungen am Puschkinmuseum Moskau.
- 1905: Bekrönung Rechtes Eingangsportal Furtstraße 1, Verwaltungsgebäude und Versicherungsgebäude, jetzt Berufsfachschule von TÜV Rheinland,[7] Görlitz[8]
- 1905: Figurenschmuck Güntzbad Dresden
- 1906 bis 1909: Reliefs und plastischen Fassadenschmuck Lehrerseminargebäudekomplex Dresden-Strehlen.
- 1908: Plastischer dekorativer Innenschmuck, Johann-Georgen-Allee 1, 3 und 15, Dresden.
- 1910: Figurenschmuck und plastischer Fassadenschmuck, Kaiserpalast Dresden
- 1914: Herz-Jesu-Statue am Hauptportal und weitere Figuren an den Portalen der Herz-Jesu-Kirche Dresden[9]
- 1935: Plakette für Georg Hulbe, Kunstausstellung Dresden
- Diverse Entwürfe von Medaillons und Plaketten, Porzellanfiguren und Bildnisbüsten